# Бред Берон
Бред Берон (енгл. Brad Barron) је италијански класични научнофантастични стрип из продукције „Серђо Бонели едиторе“ који је током 2005. и 2006. године излазио у Италији. Укупно постоји осамнаест редовних и шест специјалних бројева.

## Весели четвртак
У Србији Бред Берона од 2008. објављује Весели четвртак. 

## Прича
Бред Берон је професор биологије који се након завршетка Другог светског рата вратио породичном животу. Заплет почиње инвазијом ванземаљаца Морбова на Земљу. Морбови су веома агресивна милитантна раса која осваја Земљу и поробљава све њене становнике укључујући и Бреда Берона и његову породицу. Он бива заробљен и подвргнут серији тестова, а у току којих као и сваки земљанин носи огрлицу-чувара чије активирање изазива огроман бол, а служи за потпуну контролу над субјектом. Приликом једног од тестова Бред је успео „броју 22“ да врати сећање након чега овај изговара и своје право име Џон Браун. То је један од разлога што га Ран-Кон, члан касте научника у морбовској хијерархији, схвата као опасног и жели да га проучи. Други тест који су Морбови задали Бреду био је њихова велика грешка, јер Бред успева да побегне из канџи Морбова и сплетом срећних околности ослободи се свог „чувара“. Након тога почиње своју борбу и изнад свега потрагу за женом и ћерком.